# Apogonia ceramensis
Apogonia ceramensis är en skalbaggsart som beskrevs av Moser 1913. Apogonia ceramensis ingår i släktet Apogonia och familjen Melolonthidae. Inga underarter finns listade i Catalogue of Life.